# بول موريس فيتس
بول موريس فيتس ، ولد في 6 مايو 1912 في مارتن (تينيسي) وتوفي في 2 مايو 1965 في آن أربور (ميشيغان) ، عالم نفس وأستاذ جامعي وضابط أمريكي.

## سيرة شخصية
حصل على درجة البكالوريوس في العلوم من جامعة تينيسي عام 1934 ، ودرجة الماجستير في العلوم من جامعة براون عام 1936 ، ودرجة الدكتوراه عام 1938 من جامعة روتشستر . عمل أستاذاً مساعداً بالجامعة ثم عين في الأمن الجوي (1941-1945) . من عام 1945 عمل أستاذا جامعيا.
طور نموذجًا للحركة البشرية ، قانون فيتس ، معبراً عن الوقت المطلوب للتحرك بسرعة من نقطة البداية إلى منطقة الوجهة النهائية كدالة لحجم ومسافة الهدف . يدرس النموذج الرياضي لتهجير الإنسان. ركز بحثه على بيئة العمل أثناء خدمته كمقدم في القوات الجوية للولايات المتحدة. وهو معروف بكونه من الرواد في تطوير سلامة الطيران. توفي عن عمر يناهز 52 عامًا.

## الجوائز
1957-1958: رئيس القسم 21 (قسم علم النفس التجريبي والهندسي التطبيقي) بجمعية علم النفس الأمريكية (APA) التي أنشأت «جائزة بول إم فيتس» تكريما له .
1962-1963: رئيس جمعية العوامل البشرية وبيئة العمل (بالإنكليزية).

## المنشورات
فيتس ، بي إم (1954). القدرة المعلوماتية للنظام الحركي البشري في التحكم في اتساع الحركة. مجلة علم النفس التجريبي ، 47 ، 381-391.